# IIHF Challenge Cup of Asia 2008
Der IIHF Challenge Cup of Asia 2008 war die erste Austragung des durch die Internationale Eishockey-Föderation IIHF durchgeführten Wettbewerbs. Das Turnier wurde vom 24. bis 26. April 2008 in Kowloon, einem Stadtteil der Sonderverwaltungszone Hongkong der Volksrepublik China, ausgetragen. Gespielt wurde im Mega Ice, der einzigen IIHF-zertifizierten Eisfläche der Stadt.
Den Titel sicherte sich die Republik China (Taiwan), die vier ihrer fünf Turnierspiele gewinnen konnte und sich mit zwölf Punkten vor Malaysia und Hongkong durchsetzte.

## Modus
Die sechs teilnehmenden Mannschaften spielten im Modus Jeder-gegen-Jeden. Die Spieldauer wurde auf zweimal 18 Minuten verkürzt, um alle 15 Spiele in drei Tagen durchführen zu können.

## Austragungsort
| \| Kowloon \|                  |
| Austragungsort des Wettbewerbs |
| Kowloon                        |

| Kowloon |

## Turnierverlauf
| 24. April 2008 | Thailand | 1:3 (0:3, 1:0) | Republik China (Taiwan) | Mega Ice, Kowloon |

| 24. April 2008 | Singapur | 4:0 (1:0, 3:0) | Macau | Mega Ice, Kowloon |

| 24. April 2008 | Hongkong | 2:4 (0:1, 2:3) | Malaysia | Mega Ice, Kowloon |

| 24. April 2008 | Macau | 2:3 (0:0, 2:3) | Thailand | Mega Ice, Kowloon |

| 24. April 2008 | Malaysia | 2:1 (1:0, 1:1) | Singapur | Mega Ice, Kowloon |

| 24. April 2008 | Hongkong | 2:1 (1:0, 1:1) | Republik China (Taiwan) | Mega Ice, Kowloon |

| 25. April 2008 | Republik China (Taiwan) | 2:1 (1:1, 1:0) | Singapur | Mega Ice, Kowloon |

| 25. April 2008 | Macau | 2:6 (1:5, 1:1) | Hongkong | Mega Ice, Kowloon |

| 25. April 2008 | Thailand | 2:2 (0:1, 2:1) | Malaysia | Mega Ice, Kowloon |

| 25. April 2008 | Macau | 0:9 (0:1, 0:8) | Republik China (Taiwan) | Mega Ice, Kowloon |

| 25. April 2008 | Thailand | 0:1 (0:0, 0:1) | Singapur | Mega Ice, Kowloon |

| 26. April 2008 | Republik China (Taiwan) | 5:2 (2:0, 3:2) | Malaysia | Mega Ice, Kowloon |

| 26. April 2008 | Hongkong | 2:4 (2:2, 0:2) | Thailand | Mega Ice, Kowloon |

| 26. April 2008 | Malaysia | 4:0 (0:0, 4:0) | Macau | Mega Ice, Kowloon |

| 26. April 2008 | Singapur | 0:1 (0:0, 0:1) | Hongkong | Mega Ice, Kowloon |

| Pl. |                         | Sp | S | U | N | Tore  | Punkte |
| 1.  | Republik China (Taiwan) | 5  | 4 | 0 | 1 | 20:06 | 12     |
| 2.  | Malaysia                | 5  | 3 | 1 | 1 | 14:10 | 10     |
| 3.  | Hongkong                | 5  | 3 | 0 | 2 | 13:11 | 9      |
| 4.  | Thailand                | 5  | 2 | 1 | 2 | 10:10 | 7      |
| 5.  | Singapur                | 5  | 2 | 0 | 3 | 07:05 | 6      |
| 6.  | Macau                   | 5  | 0 | 0 | 5 | 04:26 | 0      |

Abkürzungen: Pl. = Platz, Sp = Spiele, S = Siege, U = Unentschieden, N = Niederlagen